# Humerobates crozetensis
Humerobates crozetensis är en kvalsterart som först beskrevs av Ferdinand Richters 1908.  Humerobates crozetensis ingår i släktet Humerobates och familjen Humerobatidae. Inga underarter finns listade i Catalogue of Life.